# Plebejus aegon
Plebejus aegon är en fjärilsart som beskrevs av Michael Denis och Ignaz Schiffermüller 1776. Plebejus aegon ingår i släktet Plebejus och familjen juvelvingar. Inga underarter finns listade i Catalogue of Life.